# Marko Šćepović
Marko Šćepović (in serbo Марко Шћеповић?; Belgrado, 23 maggio 1991) è un calciatore serbo, attaccante svincolato.

## Biografia
È il fratello di Stefan Šćepović e il figlio di Slađan Šćepović.

## Carriera

### Club

#### Partizan
Appena uscito dal vivaio dal Partizan Belgrado viene mandato al Teleoptik dove trova un posto da titolare dove accumulare esperienza: in due stagioni gioca 36 partite e realizza 11 reti. Nel 2010 torna a Belgrado al Partizan con cui esordisce in Champions League nella sfida contro il Pyunik: giocherà 55 minuti prima di essere sostituito da Miloš Bogunović.
Giocherà diversi spezzoni di Champions nella sfida di ritorno contro il Pyunik e in entrambe le partite contro lo Sporting Braga.
Il 13 luglio realizza una rete nel 4-0 contro i campioni macedoni dello Škendija 79, partita valida per i preliminari dell'Europa League.

#### Olympiakos e i vari prestiti
Il 2 settembre 2013 si trasferisce all'Olympiakos. Nella prima stagione in Grecia totalizza tredici presenze e quattro gol (tra cui una tripletta contro l'OFI Creta), vincendo il campionato greco.
Il 20 agosto 2014 viene girato in prestito al Maiorca. Tuttavia, dopo quindici presenze e sei reti in campionato, nel febbraio del 2015 si accasa, sempre in prestito, al Terek Groznyj, formazione della massima serie russa. L'esperienza con il club ceceno si rivela però deludente, con un solo gettone di presenza. Terminato il prestito, ritorna all'Olympiakos.
Il 21 luglio 2015 viene girato in prestito al Mouscron-Péruwelz, nella massima serie belga.

### Nazionale
Esordisce nell'Under-19 il 6 ottobre 2009 contro la Bielorussia partita terminata sul 5-0 per i serbi; successivamente gioca anche con la nazionale serba Under-21.
Nel 2012 esordisce in nazionale maggiore contro il Belgio.

## Statistiche

### Cronologia presenze e reti in nazionale
| Cronologia completa delle presenze e delle reti in nazionale ― Serbia | Cronologia completa delle presenze e delle reti in nazionale ― Serbia | Cronologia completa delle presenze e delle reti in nazionale ― Serbia | Cronologia completa delle presenze e delle reti in nazionale ― Serbia | Cronologia completa delle presenze e delle reti in nazionale ― Serbia | Cronologia completa delle presenze e delle reti in nazionale ― Serbia | Cronologia completa delle presenze e delle reti in nazionale ― Serbia | Cronologia completa delle presenze e delle reti in nazionale ― Serbia |
| Data                                                                  | Città                                                                 | In casa                                                               | Risultato                                                             | Ospiti                                                                | Competizione                                                          | Reti                                                                  | Note                                                                  |
| --------------------------------------------------------------------- | --------------------------------------------------------------------- | --------------------------------------------------------------------- | --------------------------------------------------------------------- | --------------------------------------------------------------------- | --------------------------------------------------------------------- | --------------------------------------------------------------------- | --------------------------------------------------------------------- |
| 12-10-2012                                                            | Belgrado                                                              | Serbia                                                                | 0 – 3                                                                 | Belgio                                                                | Qual. Mondiali 2014                                                   | -                                                                     | 56’                                                                   |
| 14-11-2012                                                            | San Gallo                                                             | Cile                                                                  | 1 – 3                                                                 | Serbia                                                                | Amichevole                                                            | -                                                                     | 46’                                                                   |
| 22-3-2013                                                             | Zagabria                                                              | Croazia                                                               | 2 – 0                                                                 | Serbia                                                                | Qual. Mondiali 2014                                                   | -                                                                     | 81’                                                                   |
| 7-6-2013                                                              | Bruxelles                                                             | Belgio                                                                | 2 – 1                                                                 | Serbia                                                                | Qual. Mondiali 2014                                                   | -                                                                     | 69’                                                                   |
| 14-8-2013                                                             | Barcellona                                                            | Colombia                                                              | 1 – 0                                                                 | Serbia                                                                | Amichevole                                                            | -                                                                     | 46’                                                                   |
| Totale                                                                |                                                                       | Presenze                                                              | 5                                                                     |                                                                       | Reti                                                                  | 0                                                                     |                                                                       |

## Palmarès
- Campionato serbo: 3

Partizan: 2010-2011, 2011-2012, 2012-2013
- Coppe di Serbia: 1

Partizan: 2010-2011
- Campionato greco: 1

Olympiakos: 2013-2014
- Campionato ungherese: 1

MOL Vidi: 2017-2018
- Coppa d'Ungheria: 1

MOL Vidi: 2018-2019
- Campionato cipriota: 1

Omonia: 2020-2021
- Supercoppa di Cipro: 1

Omonia: 2021